# كيستال
كيستال هي مدينة في محافظة بورصة في تركيا.